# Orimarga (Orimarga) longiventris
Orimarga (Orimarga) longiventris is een tweevleugelige uit de familie steltmuggen (Limoniidae). De soort komt voor in het Palearctisch gebied.